# Discoveries in the Judaean Desert
Discoveries in the Judaean Desert (DJD) ist die offizielle Publikationsreihe für die Ersteditionen der Schriftrollen vom Toten Meer samt Registerbänden. Sie erscheinen bei Oxford University Press.
Die Veröffentlichungen begannen schleppend, zudem verzögerten Streitigkeiten um den Herausgeberkreis die Edition. Bis 1982 waren erst sieben Bände erschienen. Die Leitung des Herausgeberteams übernahm Pierre Benoit 1971 von Roland de Vaux und gab sie 1986 an John Strugnell weiter. Erst nach Hinzuziehung jüdischer und israelischer Forscher ab 1984 und unter der Hauptherausgeberschaft von Emanuel Tov seit 1990 konnte die Arbeit zügiger voranschreiten, da zahlreiche neue Mitarbeiter einbezogen wurden. Seit 2010 ist die Reihe mit 40 Bänden – über 50 Jahre nach den Entdeckungen am Toten Meer – abgeschlossen. Revisionen der älteren Bände sind in Vorbereitung.

## Ausgaben
Discoveries in the Judaean desert.
- Band 1: D. Barthélemy, J. T. Milik: Qumran Cave 1.I. Clarendon, Oxford 1955 (orion.mscc.huji.ac.il).
- Band 2: P. Benoit, J. T. Milik, R. de Vaux: Les grottes de Murabba’at. Clarendon, Oxford 1961 (orion.mscc.huji.ac.il).
- Band 3: M. Baillet, J. T. Milik, R. de Vaux: Les ‘Petites Grottes’ de Qumrân. Clarendon, Oxford 1962 (orion.mscc.huji.ac.il).
- Band 4: James A. Sanders: The Psalms Scroll of Qumrân Cave 11 (11QPsa). Clarendon, Oxford 1965 (orion.mscc.huji.ac.il).
- Band 5: J. M. Allegro, A. A. Anderson: Qumrân Cave 4.I (4Q158–4Q186). Clarendon, Oxford 1968 (orion.mscc.huji.ac.il).
- Band 6: Roland de Vaux, J. T. Milik: Qumrân grotte 4.II – I. Archéologie, II. Tefillin, Mezuzot et Targums (4Q128–4Q157). Clarendon, Oxford 1977 (orion.mscc.huji.ac.il).
- Band 7: M. Baillet: Qumrân grotte 4.III – 4Q482–4Q520. Clarendon, Oxford 1982 (orion.mscc.huji.ac.il).
- Band 8: Emanuel Tov in Zusammenarbeit mit R. A. Kraft: The Greek Minor Prophets Scroll from Naḥal Ḥever (8ḤevXIIgr) (The Seiyâl Collection I). Clarendon, Oxford 1990, korrigierter Nachdruck 1995 (orion.mscc.huji.ac.il).
- Band 9: Patrick W. Skehan, Eugene Ulrich, J. E. Sanderson: Qumran Cave 4.IV – Paleo Hebrew and Greek Biblical Manuscripts. Clarendon, Oxford 1992 (orion.mscc.huji.ac.il).
- Band 10: Elisha Qimron, J. Strugnell: Qumran Cave 4.V – Miqsat Ma’ase ha-Torah. Clarendon, Oxford 1994 (orion.mscc.huji.ac.il).
- Band 11: Esther Eshel u. a., mit J. VanderKam, Monica Brady: Qumran Cave 4.VI – Poetical and Liturgical Texts, Part 1. Clarendon, Oxford 1998 (orion.mscc.huji.ac.il).
- Band 12: Eugene Ulrich, Frank M. Cross u. a: Qumran Cave 4 VII – Genesis to Numbers. Clarendon, Oxford 1994 (orion.mscc.huji.ac.il).
- Band 13: H. W. Attridge u. a., J. VanderKam: Qumran Cave 4.VIII – Parabiblical Texts, Part 1. Clarendon, Oxford 1994 (orion.mscc.huji.ac.il).
- Band 14: Eugene Ulrich, Frank M. Cross u. a: Qumran Cave 4.IX – Deuteronomy, Joshua, Judges, Kings. Clarendon, Oxford 1995, Nachdruck 1999 (orion.mscc.huji.ac.il).
- Band 15: Eugene Ulrich u. a: Qumran Cave 4.X – The Prophets. Clarendon, Oxford 1997 (orion.mscc.huji.ac.il).
- Band 16: Eugene Ulrich u. a: Qumran Cave 4 XI – Psalms to Chronicles. Clarendon, Oxford 2000 (orion.mscc.huji.ac.il).
- Band 17: Frank M. Cross u. a: Qumran Cave 4.XII – 1-2 Samuel. Clarendon, Oxford 2005 (orion.mscc.huji.ac.il).
- Band 18: J. M. Baumgarten: Qumran Cave 4.XIII – The Damascus Document (4Q266–273). Clarendon, Oxford 1996 (orion.mscc.huji.ac.il).
- Band 19: M. Broshi u. a., mit J. VanderKam: Qumran Cave 4.XIV –Parabiblical Texts, Part 2. Clarendon, Oxford 1995 (orion.mscc.huji.ac.il).
- Band 20: T. Elgvin u. a., mit J. A. Fitzmyer: Qumran Cave 4.XV –Sapiential Texts, Part 1. Clarendon, Oxford 1997 (orion.mscc.huji.ac.il).
- Band 21: S. Talmon, J. Ben-Dov, U. Glessmer: Qumran Cave 4.XVI – Calendrical Texts. Clarendon, Oxford 2001 (orion.mscc.huji.ac.il).
- Band 22: G. J. Brooke u. a., mit J. Vanderkam: Qumran Cave 4.XVII – Parabiblical Texts, Part 3. Clarendon, Oxford 1996 (orion.mscc.huji.ac.il)
- Band 23: F. García Martínez, E. J. C. Tigchelaar, A. S. van der Woude: Qumran Cave 11.II – 11Q2–18, 11Q20–31. Clarendon, Oxford 1998 (orion.mscc.huji.ac.il).
- Band 24: M. J. W. Leith: Wadi Daliyeh Seal Impressions. Clarendon, Oxford 1997 (orion.mscc.huji.ac.il).
- Band 25: Émile Puech: Qumran Cave 4.XVIII – Textes hébreux (4Q521–4Q528, 4Q576–4Q579). Clarendon, Oxford 1998 (orion.mscc.huji.ac.il).
- Band 26: P. Alexander, Géza Vermes: Qumran Cave 4.XIX – 4Q Serekh Ha-Yahad and Two Related Texts. Clarendon, Oxford 1998 (orion.mscc.huji.ac.il).
- Band 27: Hannah M. Cotton, Ada Yardeni: Aramaic, Hebrew, and Greek Documentary Texts from Nahal H?ever and Other Sites. Clarendon, Oxford 1997 (orion.mscc.huji.ac.il mit Appendix Containing Alleged Qumran Texts The Seiyâl Collection II).
- Band 28: D. Gropp: Wadi Daliyeh II – The Samaria Papyri for Wadi Daliyeh. E. Schuller u. a., mit James VanderKam, Monica Brady: Qumran Cave 4.XXVIII – Miscellanea, Part 2. Clarendon, Oxford 2001 (orion.mscc.huji.ac.il).
- Band 29: E. Chazon u. a., mit James VanderKam und Monica Brady: Qumran Cave 4.XX – Poetical and Liturgical Texts, Part 2. Clarendon, Oxford 1999 (orion.mscc.huji.ac.il).
- Band 30: D. Dimant: Qumran Cave 4.XXI – Parabiblical Texts, Part 4: Pseudo-Prophetic Texts.  Clarendon, Oxford 2001 (orion.mscc.huji.ac.il).
- Band 31: É. Puech: Qumran Grotte 4.XXII – Textes araméens, première partie: 4Q529–549. Clarendon, Oxford 2001 (orion.mscc.huji.ac.il).
- Band 32: Peter W. Flint, E. Ulrich: Qumran Cave 1.II – The Isaiah Scrolls. Clarendon, Oxford 2010 (orion.mscc.huji.ac.il).
- Band 33: D. M. Pike, A. Skinner mit T. L. Szink, James VanderKam, Monica Brady: Qumran Cave 4.XXIII – Unidentified Fragments. Clarendon, Oxford 2001 (orion.mscc.huji.ac.il).
- Band 34: J. Strugnell, D. J. Harrington, T. Elgvin, mit J. A. Fitzmyer: Qumran Cave 4.XXIV – 4QInstruction (Musar leMevin): 4Q415 ff. Clarendon, Oxford 1999 (orion.mscc.huji.ac.il).
- Band 35: J. Baumgarten u. a: Qumran Cave 4.XXV – Halakhic Texts. Clarendon, Oxford 1999 (orion.mscc.huji.ac.il).
- Band 36: Stephen J. Pfann: Cryptic Texts. Philip S. Alexander u. a., mit James VanderKam, Monica Brady: Qumran Cave 4.XXVI – Miscellanea, Part 1. – Clarendon, Oxford 2000 (orion.mscc.huji.ac.il).
- Band 37: É. Puech. Qumran Cave 4.XXVII – Textes araméens, deuxième partie: 4Q550–575, 580–582. Clarendon, Oxford 2009.
- Band 38: J. Charlesworth u. a., mit James VanderKam und Monica Brady: Miscellaneous Texts from the Judaean Desert. Clarendon, Oxford 2000 (orion.mscc.huji.ac.il).
- Band 39: E. Tov: The Text from the Judaean Desert: Indices and an Introduction to the Discoveries in the Judaean Desert Series. Clarendon, Oxford 2002 (orion.mscc.huji.ac.il).
- Band 40: Hartmut Stegemann, Eileen M. Schuller: Qumran Cave 1.III – 1QHodayot a: with incorporation of 1QHodayot b and 4QHodayot a–f. Clarendon, Oxford 2009 ( PDF).